# Hansom cab

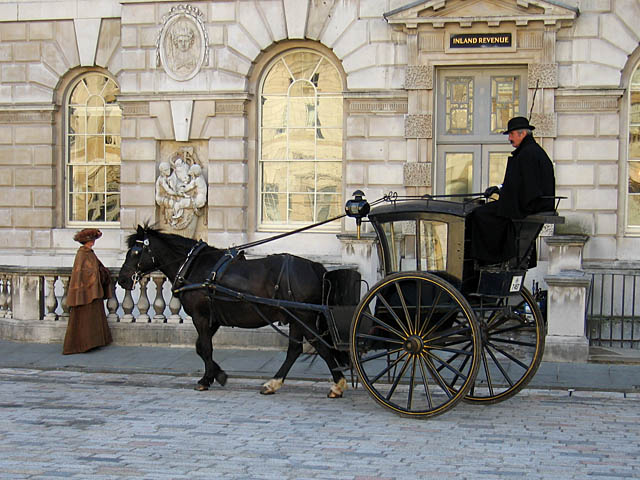
En Hansom Cab-vagn under inspelning av en film om Sherlock Holmes

Hansom cab är en hästdragen vagn som var populär på 1800-talet. Den har fått sitt namn efter Joseph Hansom som fick patent på konstruktionen år 1834. Vagnen kördes med en häst och användes främst som taxi, då den var både snabb och smidig. Hansom cab-vagnen var en av de första vagnarna som använde sig av den första prototypen till taxametern. 

## Historia
1834 fick Joseph Hansom, en brittisk arkitekt, patent på sin vagnsdesign kallad Hansom cab. Joseph Hansom testade själv vagnen i sin hemstad Leicestershire och marknadsförde vagnen som "Hansom Safety Cab" då den skulle vara mycket säkrare än andra mindre vagnar från den här tiden. 
Hansom cab-vagnen var mycket smidigare och snabbare än många andra vagnar och ersatte snabbt nästan alla de andra mindre vagnarna inne i städerna där den användes som taxi. När Hansom cab-vagnen var som mest populär fanns ca 3 000 vagnar i London och flera vagnar skickades över till andra större städer i Europa t.ex. Paris och Berlin. Under senare 1800-talet skickades även vagnar över till USA. Enligt dokumentationer så fanns även vagnen i Sydney i Australien, Kairo i Egypten och i Hongkong.
Hansom cab-vagnen var en av de första hästdragna vagnarna som fick testa den första prototypen till taxametern, en räknare som drevs av ett urverk. Den snabba vagnen var dock sedd som lite väl snabb och sportig och användes aldrig av adeln eller rikare damer. 
Vagnen var fortsatt populär långt in på 1920-talet då den så småningom började ersättas med motordrivna fordon och ett mer utvecklat motoriserat masstransportsystem som spårvagnar, bussar, tåg och tunnelbana. Den sista taxi-licensen för ett hästdraget fordon gavs ut 1947.   
Idag finns bara ett känt exempel av en Hansom cab som fortfarande används i trafiken. Vagnen ägs av Sherlock Holmes Museum i London och vagnen körs på vägarna i stan. Turister kan boka åkturer till exempelvis Buckingham Palace.

## Utseende

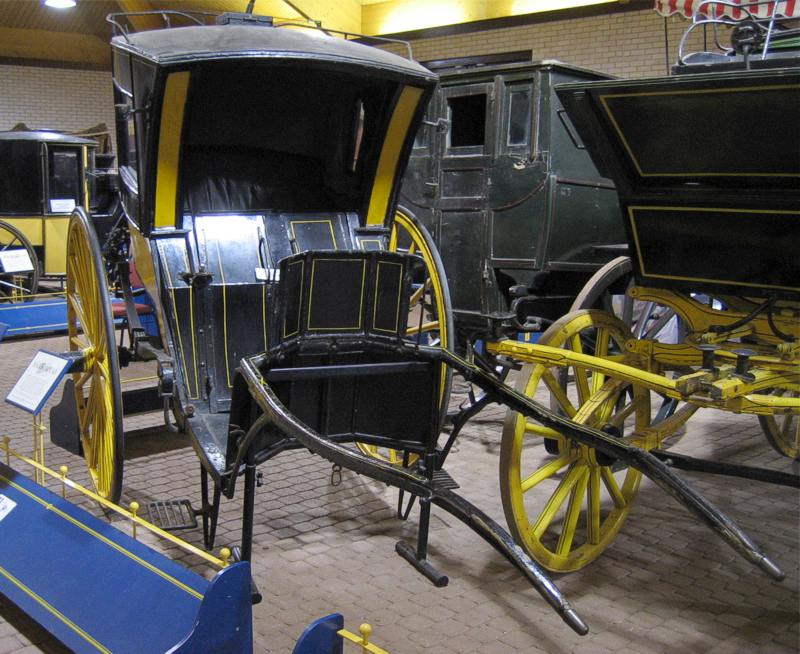
En Hansom Cab på en utställning i Luton, England

Hansom caben var en liten, täckt vagn med plats för två passagerare. Kuskbocken var satt bak på vagnen så att passagerarna kunde se hästen och allting framför vagnen. Vagnen hade en mycket lägre tyngdpunkt än andra vagnar vilket gjorde den säkrare i kurvor och också snabbare. Vagnarna drogs bara av en körhäst vilket även gjorde att det var billigare att köra med dessa vagnar än de större vagnarna som drogs av minst två hästar. Passagerarna kunde ge instruktioner till kusken genom en lucka i taket och de kunde även betala kusken genom denna. Passagerarna kunde även öppna och stänga dörrarna från insidan så att kusken slapp kliva av vagnen. 
Passagerarna var även skyddade från stänkande lera eller stenar med små trädörrar vid benen och fötterna. De lite senare modellerna hade även glasrutor ovanför dörrarna för att skydda överkropparna också. Fotstödet var utformat och fastsatt så att de skyddade passagerarna från stenar eller skräp som kunde skjutas iväg av hästarnas hovar. Den snabba och lilla vagnen hade många fördelar speciellt under trafikstockningar då de lätt kunde ta de mindre vägarna och bakgatorna.